# هاريل فليتشير
هاريل فليتشير (بالإنجليزية: Harrell Fletcher)‏ هو فنان أمريكي، ولد في 1967 في سانتا ماريا في الولايات المتحدة.

## وصلات خارجية
- الموقع الرسمي